# Friedrich von Syberg

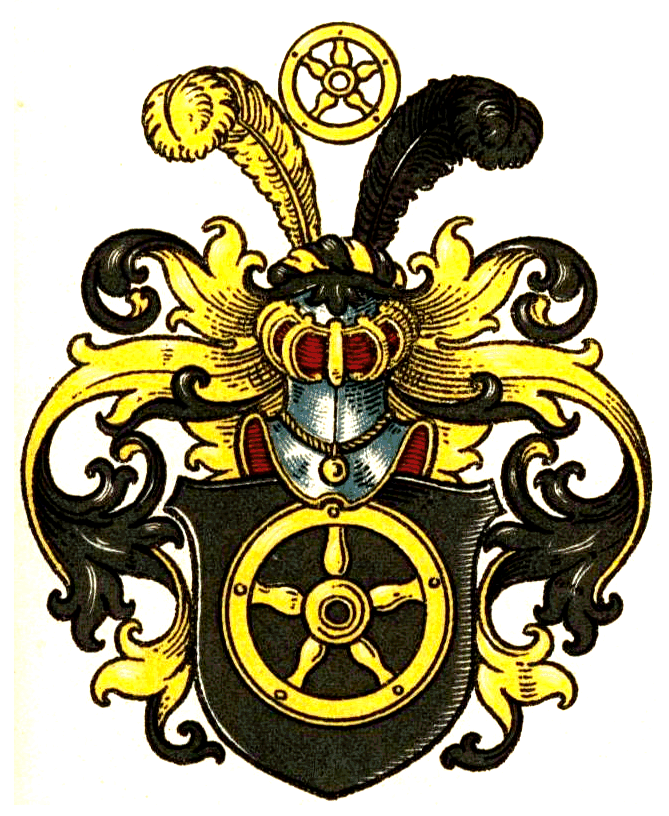
Wappen derer von Syberg

Friedrich Heinrich Carl Freiherr von Syberg (* 2. Juni 1761 in Haus Busch; † 16. März 1827 ebenda) war Gutsbesitzer und Politiker aus dem Adelsgeschlecht Syberg zum Busch in Hagen-Helfe.

## Leben

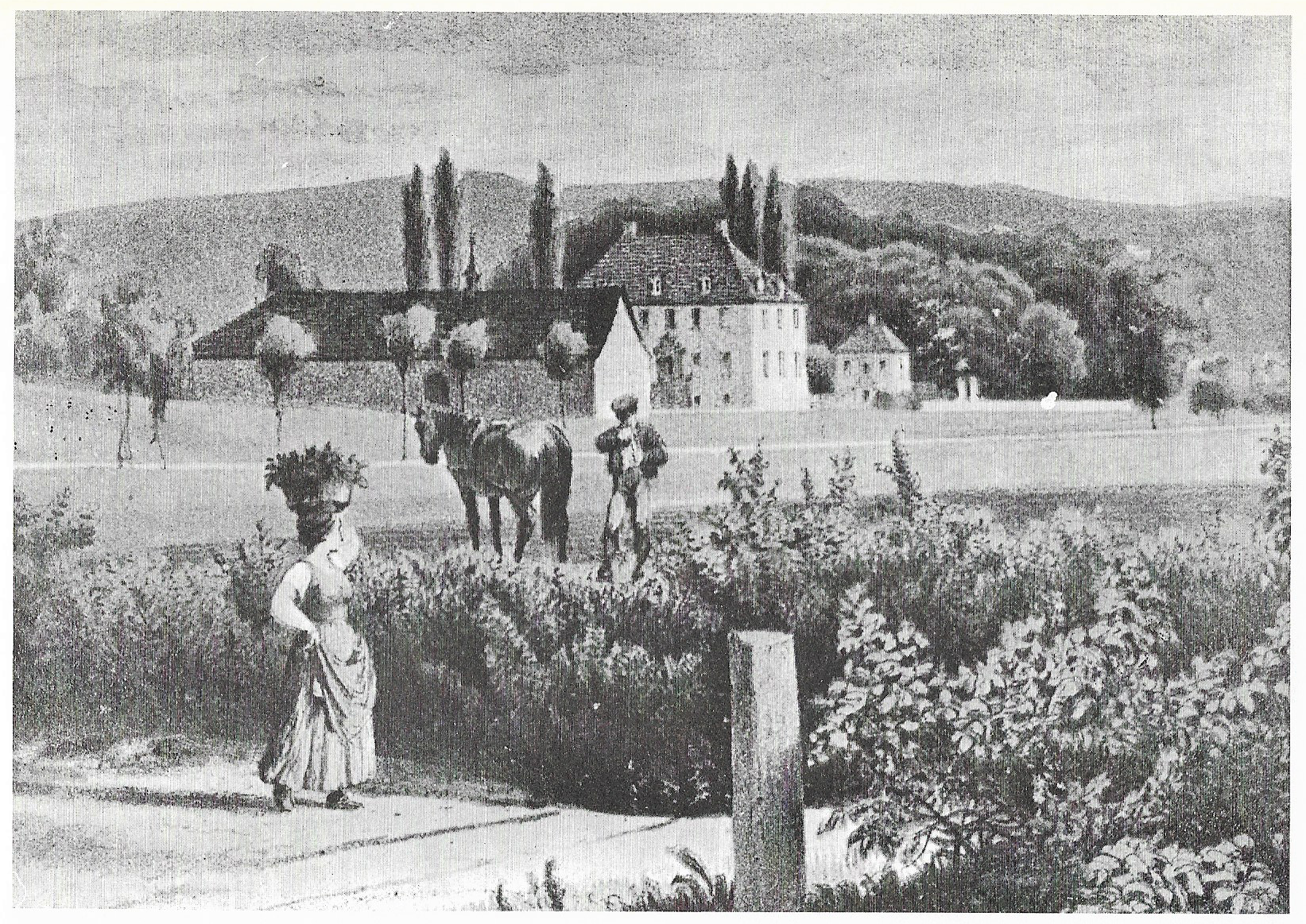
Ansicht von Haus Busch (Hagen)

Friedrich von Syberg entstammte einer alten märkischen, evangelischen Adelsfamilie und war Sohn von Wessel Gisbert Freiherr von Syberg zum Busch (1713–1761) und Ida Eleonora Louisa Christina von Vaerst zu Westhemmerde (ca. 1721–1794). Er war ihr einzig überlebender Sohn und übernahm 1782 als 21-jähriger Haus Busch und den Familienbesitz. Anlässlich seiner Volljährigkeit 1781 wurde er vom Werdener Abt Bernhard mit dem Hof Laer im Kirchspiel Bochum, jetzt Gördshof genannt, belehnt. Im Jahr 1784 war Friedrichs Aufschwörung bei der märkischen Ritterschaft. Er lebte in einer Zeit, die heute von Historikern als revolutionäre Umbruchzeit von weltgeschichtlicher Bedeutung angesehen wird, in der der Übergang zur Moderne sich Bahn brach.
Am 19. Juni 1786 heiratete Friedrich auf Haus Busch Wilhelmine Luise Juliane Gisberta von Bodelschwingh zu Velmede (1755–1818). Sie brachte ihr Erbe Haus Ickern mit in die Ehe. Nach dem frühen Tod ihres einzigen Sohnes Ludwig Gisbert 1794 im Alter von nur 3 Jahren, wurde Tochter Eleonore Luise Wilhelmine Friederike (1788–1826) Erbin des Hauses Busch und der Syberger Güter. Ihr Vater Friedrich war ein geistreicher, gebildeter, und in seiner Sphäre als Gutsbesitzer sehr tätiger Mann. Er bemühte sich seiner Tochter auch die sorgfältigste Erziehung zu geben, indem Eleonore längere Zeit in Heidelberg am renommierten Erziehungsinstitut der Caroline Rudolphi verbrachte. In dieser Zeit wohnten die Eltern den größten Teil des Jahres in der Nähe ihrer Tochter. Im Jahr 1798 belehnte Erzbischof Maximilian Franz von Köln Friedrich von Syberg mit dem Pfings-Schulzenhof im Gericht Unna Kirchspiel Hemmerde.
Eleonore Freiin von Syberg heiratete am 19. Mai 1810 Ludwig Freiherr von Vincke (1774–1844), den späteren ersten Oberpräsidenten der neu gegründeten Provinz Westfalen. Das junge Paar unternahm eine  mehrwöchige Hochzeitsreise durch die Schweiz. Im Laufe der Zeit bekam das Ehepaar acht Kinder und sie wohnten auf Haus Busch, Haus Ickern und im Schloss Münster, dem Amtssitz Ludwigs von Vincke. Durch die Heirat mit Eleonore kam von 1810 bis 1844 die Ruine Hohensyburg in den Besitz von Ludwig von Vincke. 
Anfang des 19. Jahrhunderts wurde unter Friedrich von Syberg in Haus Busch ein intensiver Pflanzenhandel betrieben und trug so zum regen botanischen Netzwerk der Zeit bei. Pflanzlisten belegen zwischen 1801 und 1816 einen regen Pflanzenaustausch mit den Gartenfachleuten Reichert aus Weimar, Wendland aus Herrenhausen, Corthum aus Zerbst, Erich aus Harbke, Sennholz aus Wilhelmshöhe sowie Weyhe aus Düsseldorf. Bei den Pflanzenlieferungen handelte es sich um einheimische, aber größtenteils auch nordamerikanische exotische Parkbäume. Auf dem Höhepunkt der Lieferungen 1816 wurde der Gärtner Adrian Smidt aus Antwerpen verpflichtet, für ein jährliches Gehalt von 200 holländischen Gulden den Garten beim Haus Busch zu gestalten.
Im Jahr 1809 ernannte durch kaiserliches Dekret das Großherzogtum Berg den Freiherrn Friedrich von Syberg zum Maire von Boele, der sich aber weigerte das Amt auszuüben. Friedrich von Syberg war Mitglied im „Literarischen Verein für die Grafschaft Mark“, der am 20. Juni 1816 im Gasthof Braß in Limburg an der Lenne begründet wurde. Dort hielt er während eines Treffens einen Vortrag über die Archivalien seines Familienarchivs. Friedrichs Ehefrau starb 1818 an einer Lungenentzündung. Er war später als Witwer Senior der märkischen Ritterschaft und Assessor des Moderamen (= Leitung) der märkischen Generalsynode. 1826 gehörte er für den Stand der Ritterschaft und den Wahlbezirk Mark dem Provinziallandtag der Provinz Westfalen an. Im Jahr 1821 kaufte Friedrich von Syberg zum Busch das 308 Morgen große Gut Haus Reck für 33.000 Taler. 1827 vererbte er diesen Besitz seinen Enkeln, den Kindern aus der ersten Ehe Ludwigs von Vincke mit seiner Tochter Eleonore. 
Nach seinem Tod im Jahr 1827 fand Friedrich im nahe gelegenen Buschbachwald, in einem heute denkmalgeschützten Erbbegräbnis von Haus Busch, seine letzte Ruhe. Mit ihm erlosch das Geschlecht von Syberg zum Busch im Mannesstamm, und Haus Busch kam an die Familie von Vincke. Später verpachtet, kam Haus Busch 1928 in den Besitz der Stadt Hagen.